# Municipio de Conoconnara
El municipio de Conoconnara (en inglés: Conoconnara Township ) es un municipio ubicado en el  condado de Halifax en el estado estadounidense de Carolina del Norte. En el año 2010 tenía una población de 499 habitantes.

## Geografía
El municipio de Conoconnara se encuentra ubicado en las coordenadas 36°14′55.56″N 77°28′38.9″O / 36.2487667, -77.477472.